# Parvomaï (Plovdiv)
Pour les articles homonymes, voir Parvomaï.
Parvomaï (bulgare : Първомай) est une ville du centre de la Bulgarie.

## Géographie physique
La ville de Parvomaï est située dans le centre de la Bulgarie, à 190 km au sud-est de la capitale Sofia. elle fait partie de la commune de Parvomaï ainsi que de l'oblast de Plovdiv.

## Population
| 1880 | 1887 | 1910 | 1934  | 1946   | 1956   | 1965   | 1975   | 1985   |
| ---- | ---- | ---- | ----- | ------ | ------ | ------ | ------ | ------ |
| -    | -    | -    | 9 311 | 10 268 | 12 977 | 15 321 | 16 595 | 17 136 |

| 1992   | 2001   | 2011   | 2021   | 2022   | - | - | - | - |
| ------ | ------ | ------ | ------ | ------ | - | - | - | - |
| 16 809 | 15 370 | 13 219 | 11 621 | 11 283 | - | - | - | - |

## Galerie

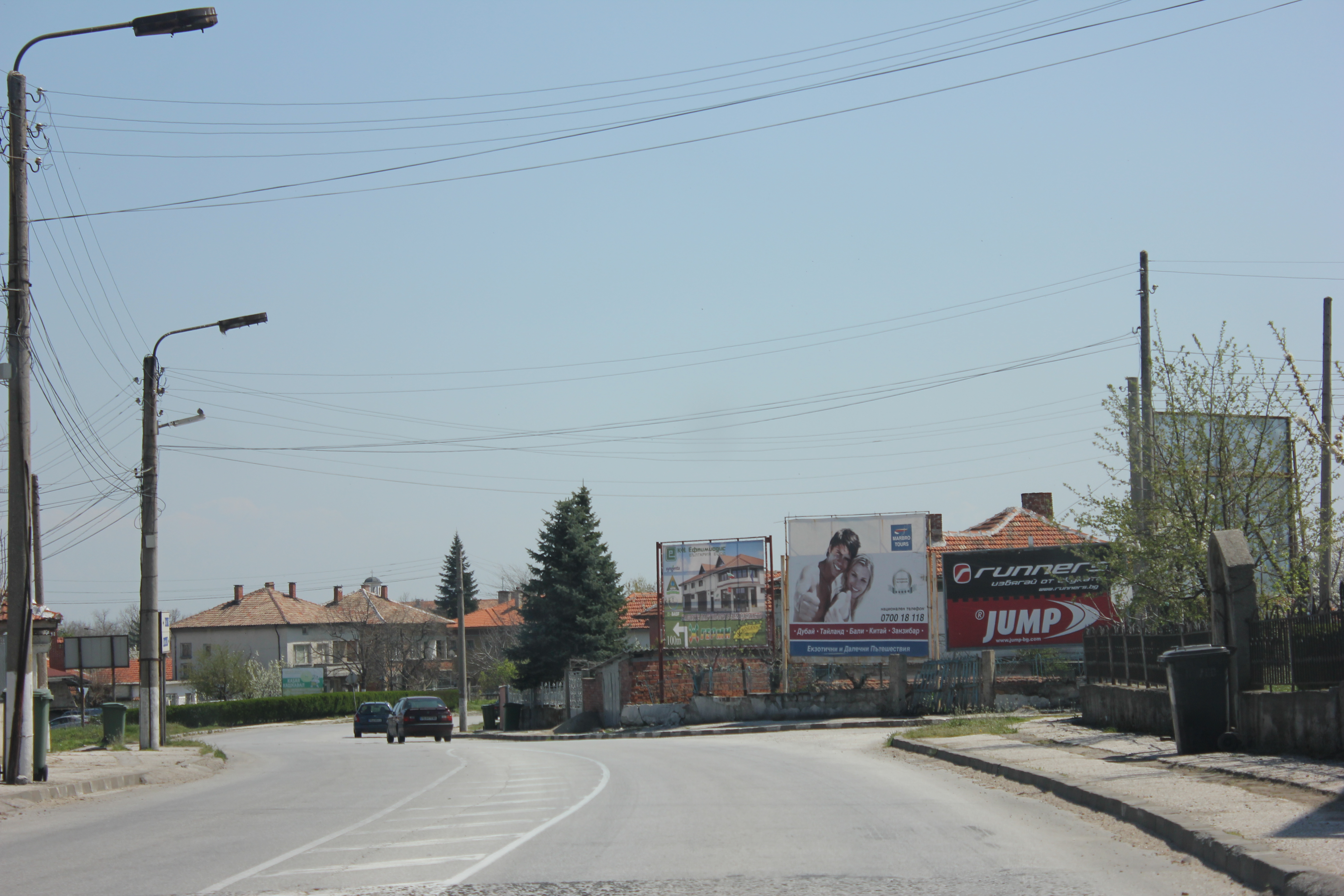
La rue principale constituée par la Route européenne 80
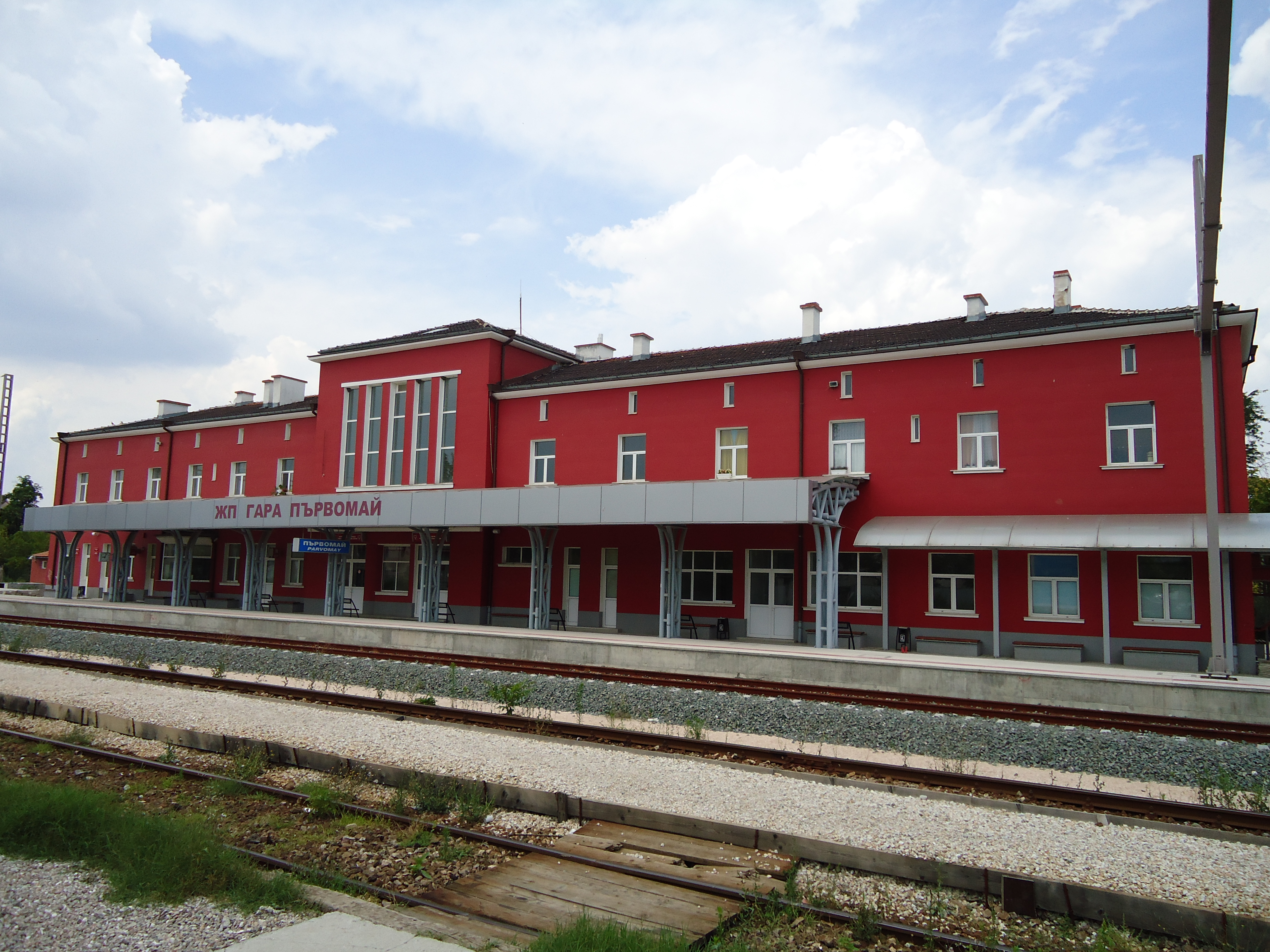
La gare ferroviaire
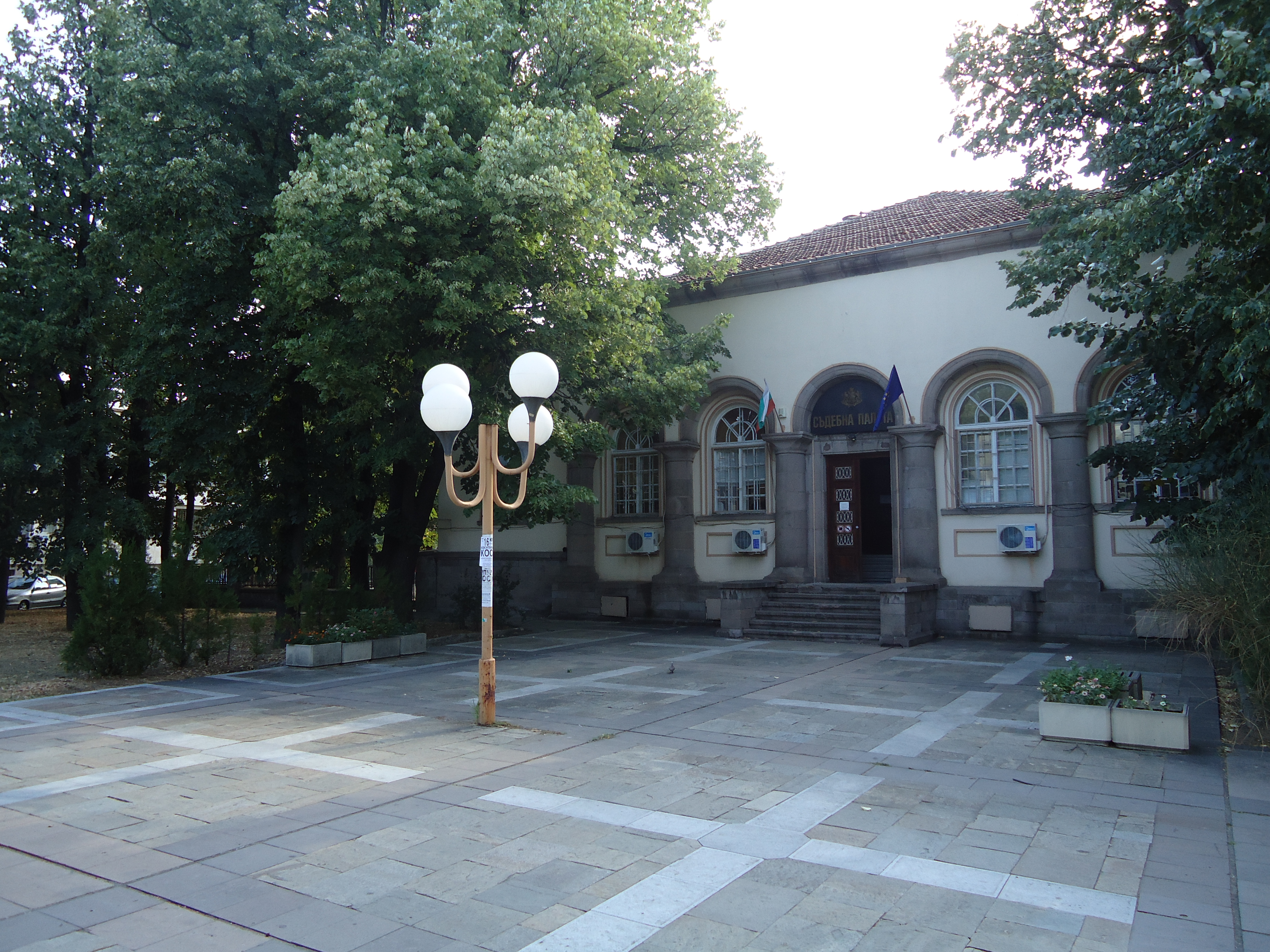
Le palais de justice construit en 1932
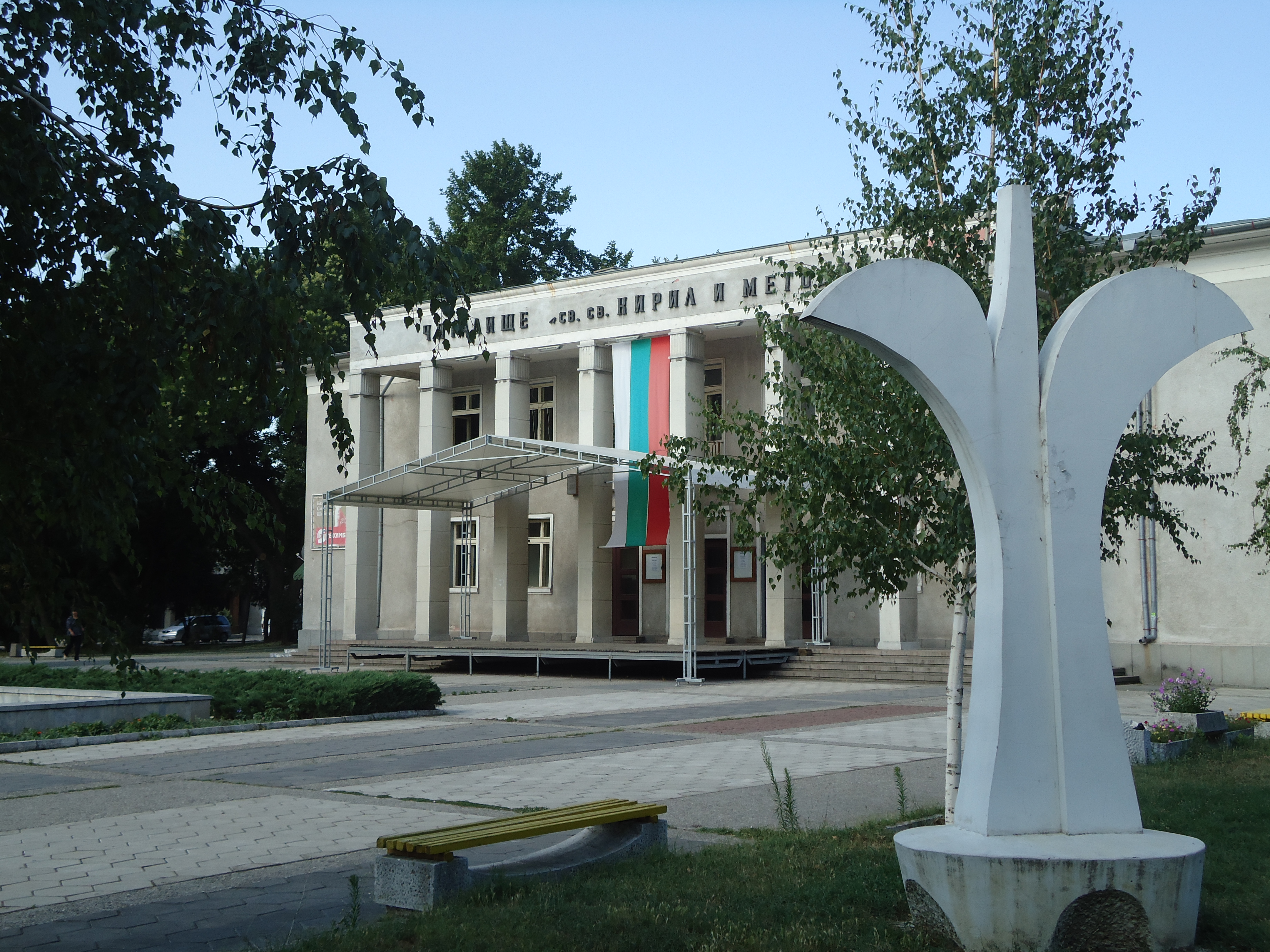
Le Tchitalichté
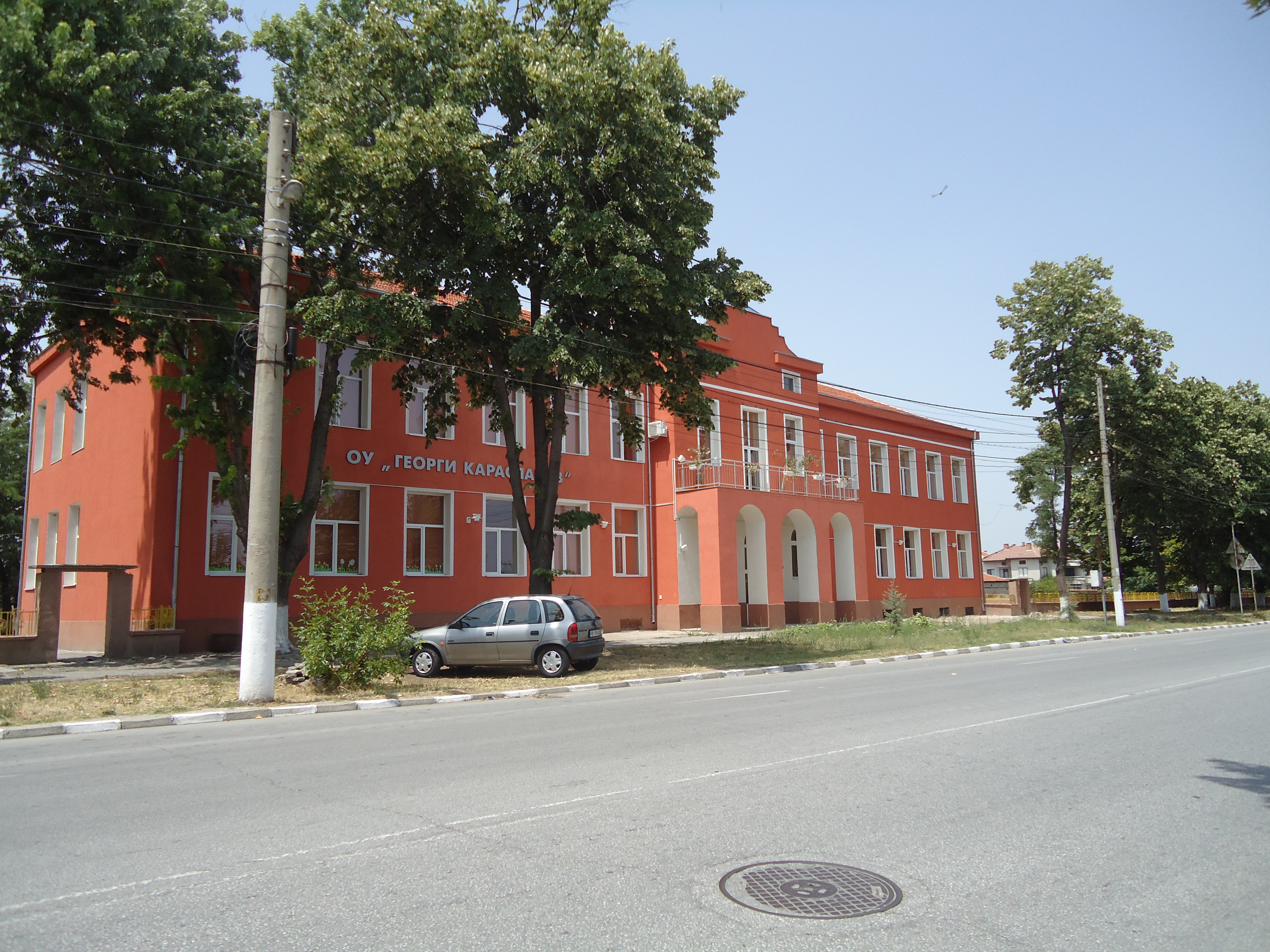
L'école primaire
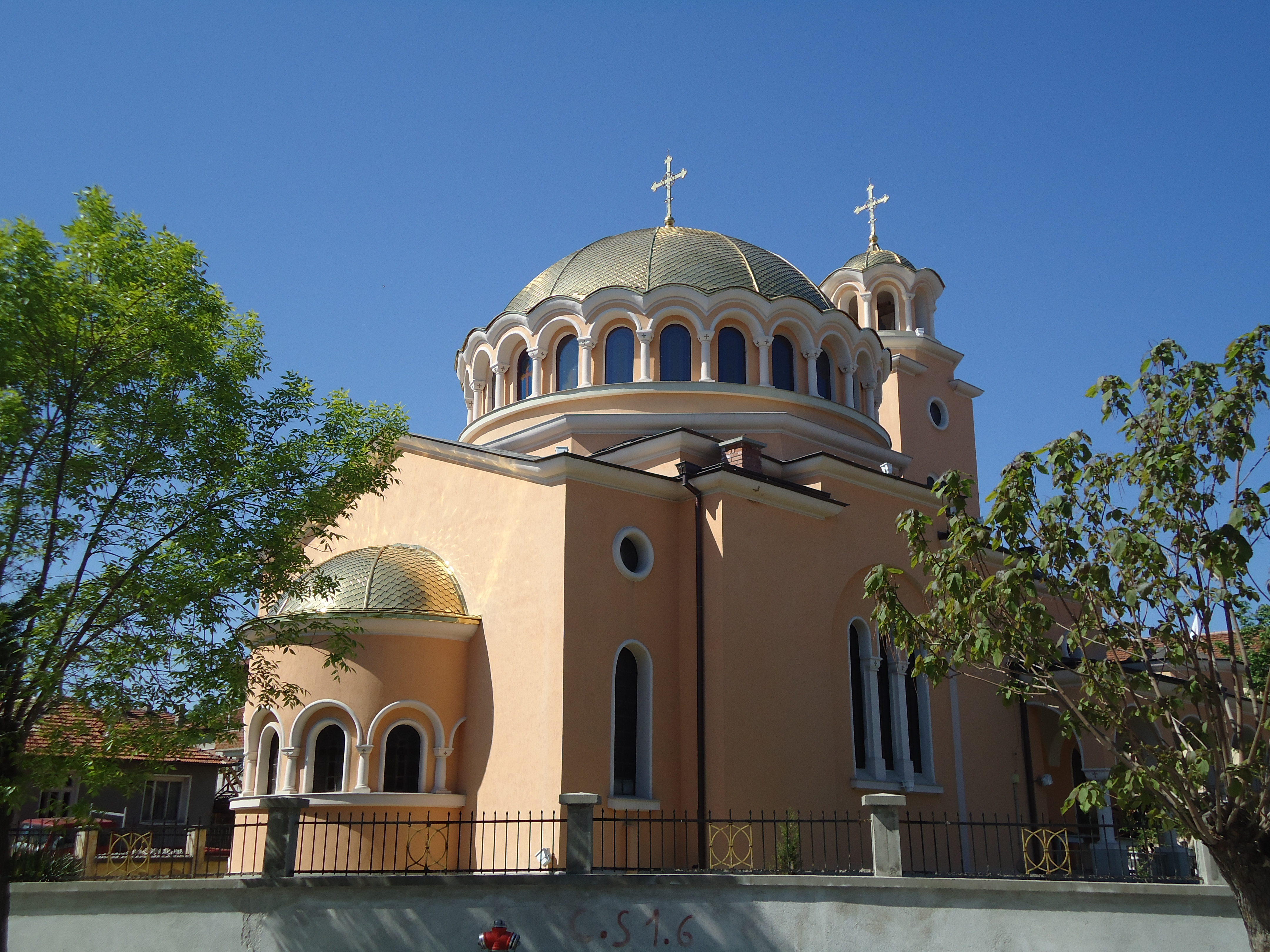
L'église Saint-Georges
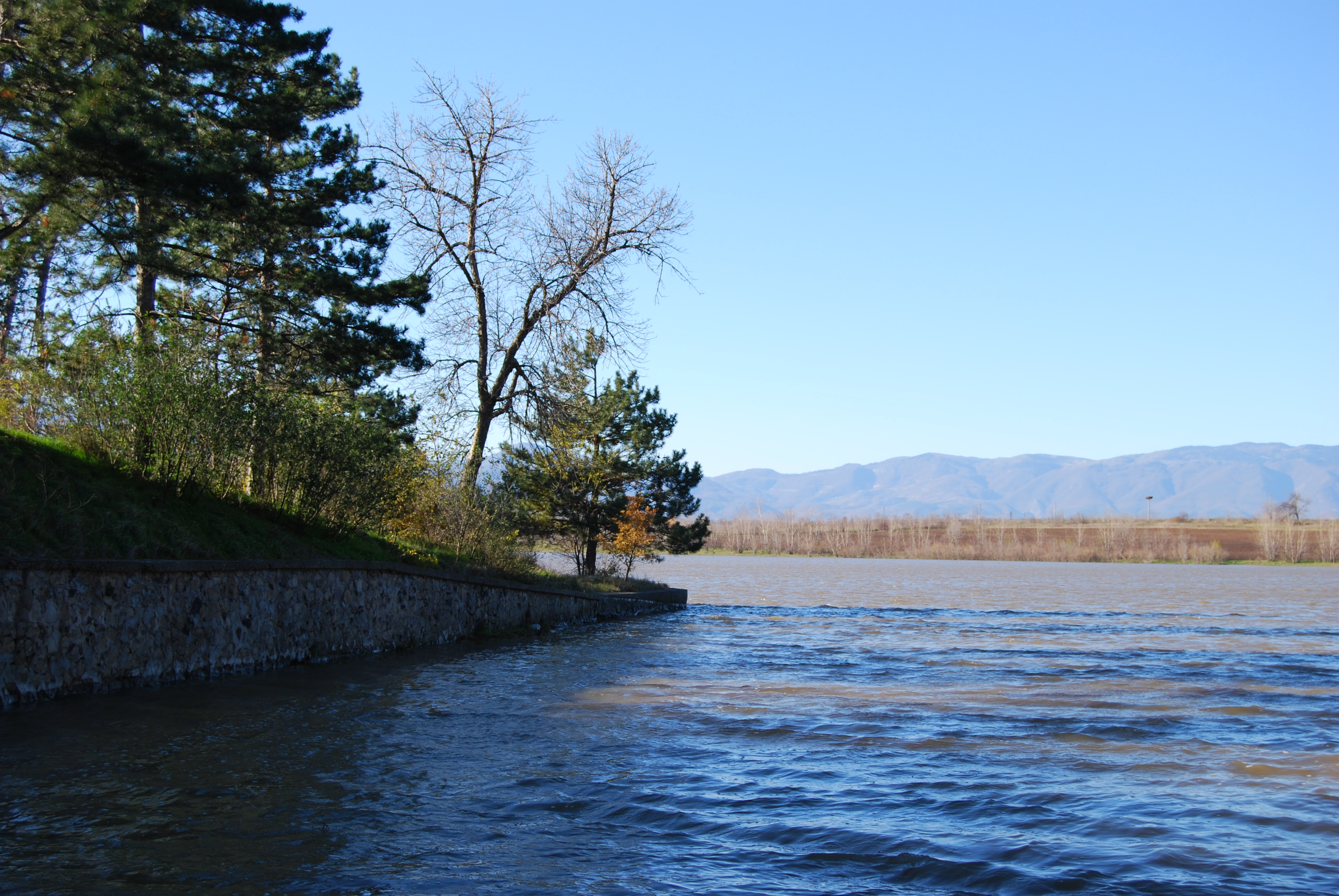
Le lac de Bryagovo situé au sud de la ville